# Чанакчи
Чанакчи (азерб. Çanaqçı) — село у Ходжалинському районі Азербайджану. Село розташоване на дорозі між селом Мошхгмат та трасою «Північ — Південь», неподалік від сіл Мадаташен, Джрахацнер та Схнах.
В селі вчився та працював Камо Атаян — політичний та державний діяч НКР та чинний Міністр освіти, культури та спорту НКР.
Колишня назва село називалося Аветараноц (вірм. Ավետարանոց). 
9 листопада 2020 року в ході Другої Карабаської війни перейшло під контроль Азербайджану.

## Пам'ятки
В селі розташована церква Св. Аствацацін (1651 р.), монастир Кусанац Анапат (1616 р.) та інше.